# Jimmy Delshad
Jamshid « Jimmy » Delshad (en persan : جیمی دلشاد), né le 22 mars 1940 est une personnalité politique américaine d'origine iranienne de l'État de Californie. Ingénieur informatique de profession, il fut maire de Beverly Hills de 2007 à 2013.

## Biographie
La mère de Jimmy Delshad ouvre la première école pour filles à Chiraz en Iran.
À la suite du déclenchement de la révolution iranienne en 1979, Jimmy Delshad se réfugie aux États-Unis. Il vit dans un premier temps dans le Minnesota avec son frère, puis part étudier à l'université d'État de Californie à Northridge (lorsque l'établissement s'appelait encore San Fernando Valley State College). Après ses études, son premier employeur le sponsorise pour qu'il obtienne sa carte verte.
Il fait fortune dans le secteur informatique avec la création de l'entreprise American International Business qu'il dirige pendant 22 ans. Il se lance en politique en 2003.
Le 21 mars 2007, il est élu maire de Beverly Hills, le premier Irano-Américain à détenir un poste officiel à Beverly Hills. Lors des élections, son bulletin de vote fait polémique car il est traduit en persan.
En 2010, il inaugure à Beverly Hills la Herzl Way, une rue nommée en hommage à Theodor Herzl. Il développe la régulation automobile intelligente dans la ville. En parallèle de son mandat, il dirige l'entreprise International Packaging Company.